# Чондалай
Чондала́й (укр. Чондалай, крымскотат. Çondalay, Чондалай) — исчезнувшее село в Раздольненском районе Республики Крым, располагавшееся на юге района, в степной части Крыма, примерно в 2,5 км западнее современного села Красноармейское.

### Динамика численности населения
| - 1806 год — 105 чел. - 1864 год — 52 чел. - 1889 год — 67 чел. - 1892 год — 59 чел. | - 1900 год — 51 чел. - 1915 год — 24/8 чел. - 1926 год — 82 чел. |

## История
Первое документальное упоминание села встречается в Камеральном Описании Крыма… 1784 года, судя по которому, в последний период Крымского ханства Чонралы входил в Шейхелский кадылык Козловскаго каймаканства. После присоединения Крыма к России (8) 19 апреля 1783 года, (8) 19 февраля 1784 года, именным указом Екатерины II сенату, на территории бывшего Крымского ханства была образована Таврическая область и деревня была приписана к Евпаторийскому уезду. После павловских реформ, с 1796 по 1802 год входила в Акмечетский уезд Новороссийской губернии. По новому административному делению, после создания 8 (20) октября 1802 года Таврической губернии, Чондалай был включён в состав Хоротокиятской волости Евпаторийского уезда.
По Ведомости о волостях и селениях, в Евпаторийском уезде с показанием числа дворов и душ… от 19 апреля 1806 года в деревне Чондалай числилось 12 дворов, 90 крымских татар, 9 цыган и 6 ясыров. На военно-топографической карте генерал-майора Мухина 1817 года деревня Шондай обозначена с 10 дворами. После реформы волостного деления 1829 года Чондалай, согласно «Ведомости о казённых волостях Таврической губернии 1829 года» отнесли к Аксакал-Меркитской волости (переименованной из Хоротокиятской). На карте 1836 года в деревне 16 дворов. Затем, видимо, в результате эмиграции крымских татар, деревня заметно опустела и на карте 1842 года Чандалай обозначен условным знаком «малая деревня», то есть, менее 5 дворов.
В 1860-х годах, после земской реформы Александра II, деревню приписали к Биюк-Асской волости. Согласно «Памятной книжке Таврической губернии за 1867 год», деревня была покинута жителями, вследствие эмиграции крымских татар, особенно массовой после Крымской войны 1853—1856 годов, в Турцию и вновь заселена татарами. В «Списке населённых мест Таврической губернии по сведениям 1864 года», составленном по результатам VIII ревизии 1864 года, Чондалай — владельческая татарская деревня, с 8 дворами, 52 жителями и мечетью. По обследованиям профессора А. Н. Козловского 1867 года, вода в колодцах деревни была «соленоватая» а их глубина колебалась от 20 до 25 саженей (42—53 м). На трёхверстовой карте Шуберта 1865—1876 года в деревне Чондалай обозначено 8 дворов. В «Памятной книге Таврической губернии 1889 года», по результатам Х ревизии 1887 года, в деревне Чондалай числилось 12 дворов и 67 жителей. Согласно энциклопедическому словарю «Немцы России» в 1890 году, на 800 десятинах арендованной за 1/10 часть урожая (десятинное село) земли, было основано поселение крымских немцев лютеран, но на верстовой карте 1890 года к северу от развалин деревни обозначена лишь экономия Чондалай без указания дворов. По «…Памятной книжке Таврической губернии на 1892 год», в деревне Чондалай, входившей в Кадышский участок, было 59 жителей в 10 домохозяйствах.
Земская реформа 1890-х годов в Евпаторийском уезде прошла после 1892 года, в результате Чондалай приписали к Агайской волости.
По «…Памятной книжке Таврической губернии на 1900 год» в деревне числился 51 житель в 1 дворе, в 1905 году жителей было 59. По Статистическому справочнику Таврической губернии. Ч.II-я. Статистический очерк, выпуск пятый Евпаторийский уезд, 1915 год, в деревне Чондалай Агайской волости Евпаторийского уезда числилось 4 двора с армянским населением (1 двор с землёй, 3 — безземельные) в количестве 24 человек приписных жителей и 8 — «посторонних», из которых 19 мужчин и 13 женщин. Жители владели 720 десятинами удобной земли. В хозяйствах имелось 28 лошадей, 24 вола, 8 коров и 36 голов мелкого скота (в 1918 году — 50 человек).
После установления в Крыму Советской власти, по постановлению Крымревкома от 8 января 1921 года № 206 «Об изменении административных границ» была упразднена волостная система и село вошло в состав Бакальского района Евпаторийского уезда, а в 1922 году уезды получили название округов. 11 октября 1923 года, согласно постановлению ВЦИК, в административное деление Крымской АССР были внесены изменения, в результате которых округа были отменены, Бакальский район упразднён и село вошло в состав Евпаторийского района. Согласно Списку населённых пунктов Крымской АССР по Всесоюзной переписи 17 декабря 1926 года, в селе Чондалай, Агайского сельсовета Евпаторийского района, числилось 12 дворов, все крестьянские, население составляло 82 человека, из них 47 немцев, 22 украинца, 8 русских, 7 татар. Последний раз Чондалай отмечен на карте 1931 года и в дальнейшем в доступных исторических документах не встречается.